# Towthorpe
Towthorpe est un village du Yorkshire du Nord, en Angleterre. Il est situé à quelques kilomètres au nord de la ville d'York, entre les villages de Huntington et Strensall. Administrativement, il relève de l'autorité unitaire de la Cité d'York. Au recensement de 2011, la paroisse civile de Strensall with Towthorpe, qui comprend également le village voisin de Strensall, comptait 6 047 habitants. Le seul Towthorpe comptait 1 967 habitants lors du recensement précédent, en 2001.
Jusqu'en 1996, Towthorpe relevait du district du Ryedale.

## Étymologie
Towthorpe est un nom d'origine norroise. Il comprend le nom de personne Tófi et l'élément thorp désignant une ferme isolée ou un hameau, qui était donc la propriété d'un certain Tófi. Ce nom est attesté sous la forme Touetorp dans le Domesday Book, à la fin du XIe siècle.